# Erwin Kräutler

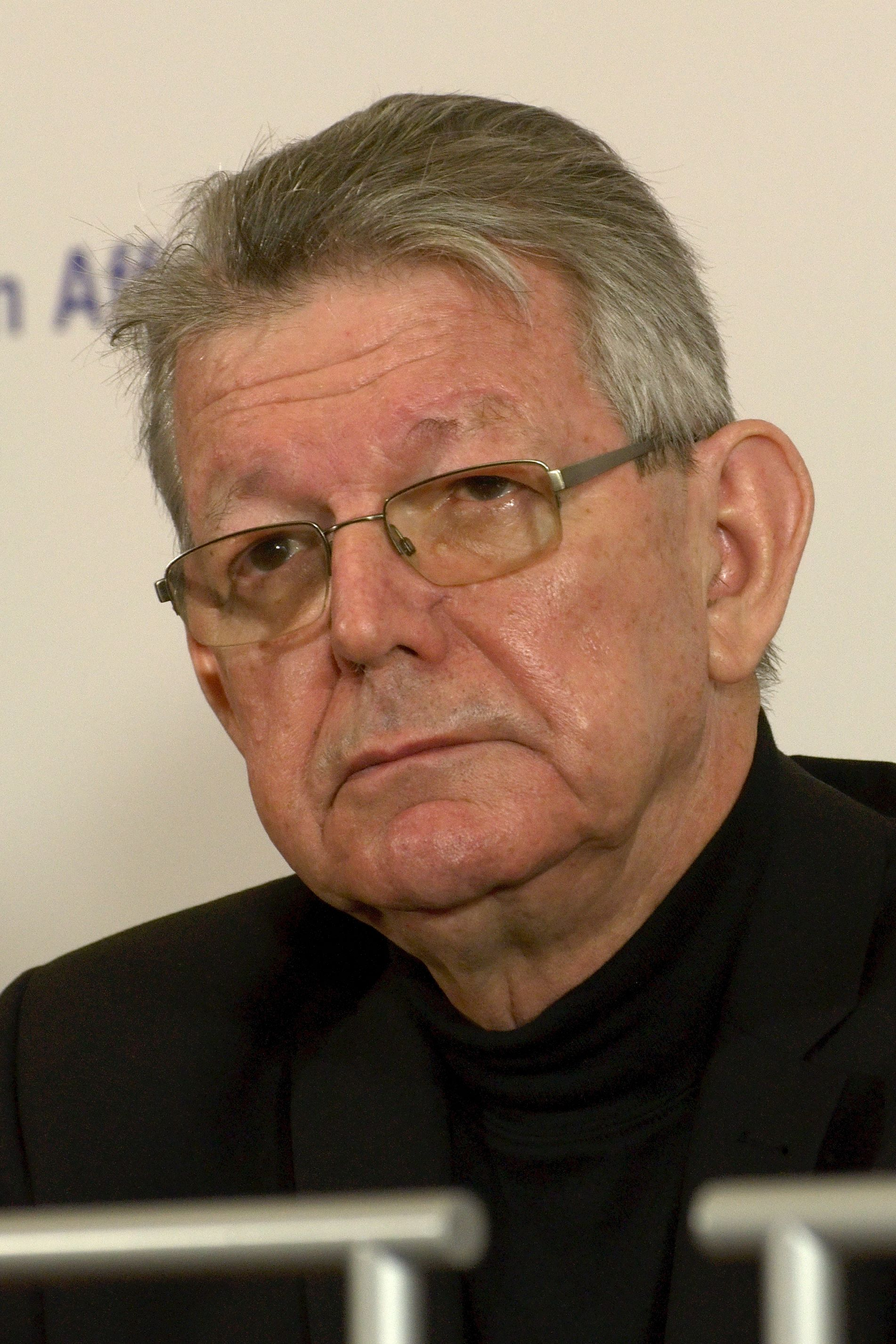
Erwin Kräutler 2010

Erwin Kräutler CPPS (auch Dom Erwin; * 12. Juli 1939 in Koblach, Vorarlberg) ist römisch-katholischer Ordensgeistlicher, Missionar und war von 1981 bis 2015 Bischof und Prälat von Xingu, der flächenmäßig größten Diözese Brasiliens.
Im Jahre 2010 wurde er für seinen Einsatz für die Menschenrechte der indigenen Bevölkerung und die Erhaltung des tropischen Regenwaldes im Amazonas-Gebiet mit dem alternativen Nobelpreis ausgezeichnet.

## Leben

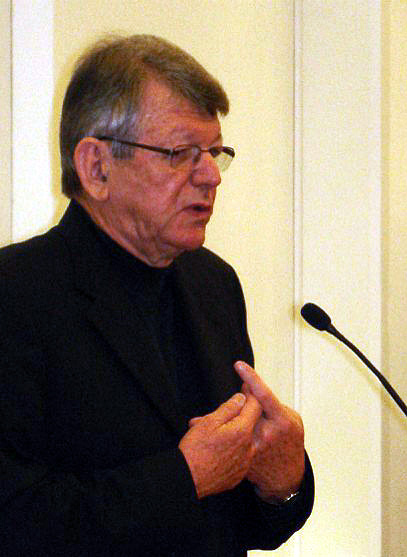
Erwin Kräutler bei einem Vortrag im Bildungshaus Schloss Puchberg am 25. Oktober 2008

Erwin Kräutler, ältester von sechs Geschwistern, besuchte ab 1951 das Xaverius-Haus in Feldkirch, ein Internat der Kongregation der Missionare vom Kostbaren Blut, und absolvierte die Mittelschule im Bundesgymnasium Feldkirch, wo er gemeinsam mit Klaus Küng 1958 die Reifeprüfung ablegte. Nach der Matura trat er der Kongregation der Missionare vom Kostbaren Blut (CPPS) bei und legte sein Noviziat in Liechtenstein ab. Nach seinem Studium der Theologie und Philosophie an der Universität Salzburg empfing Kräutler am 3. Juli 1965 die Priesterweihe im Salzburger Dom. Nach seiner Primiz am 18. Juli 1965 in Koblach ging er am 2. November 1965 als Missionar zum unteren Rio Xingu und Amazonas in Brasilien.
Am 7. November 1980 wurde er von Papst Johannes Paul II. zum Koadjutorbischof seines Onkels Erich Kräutler (Eurico Kräutler) CPPS, des Prälaten der mit 350.000 Quadratkilometer flächenmäßig größten brasilianischen Territorialprälatur Xingu, mit dem Recht der Nachfolge ernannt. Die Bischofsweihe spendete ihm am 25. Jänner 1981 Erzbischof Carmine Rocco, Apostolischer Nuntius in Brasilien; Mitkonsekratoren waren der Erzbischof von Belém do Pará, Alberto Gaudêncio Ramos, und sein Amtsvorgänger, Erich Kräutler. Sein bischöflicher Wahlspruch lautet „Servus Christi Iesu“ (Diener Jesu Christi) aus dem ersten Vers des Römerbriefes. Mit dem Rücktritt Erich Kräutlers am 2. September 1981 trat Erwin Kräutler dessen Nachfolge an.
Von 1983 bis 1991 war Kräutler Präsident des Indianermissionsrats der brasilianischen Bischofskonferenz (CIMI). 2006 wurde er erneut Präsident der CIMI, nachdem der amtierende Präsident Bischof Gianfranco Masserdotti MCCJ tödlich verunglückt war. Sein engster Mitarbeiter war sein Generalvikar Fritz Tschol.
Im April 2014 wurde er in einer Sonderaudienz von Papst Franziskus empfangen, und er ist Co-Autor von dessen zweiter Enzyklika Laudato si’ bei dem im ersten Kapitel behandelten Thema Umweltschutz.
Kräutler begründete als Jugendlicher die Katholische Arbeiterjugend in Österreich (KAJ) in seinem Heimatort. Kräutler ist Mitglied der Studentenverbindung K.Ö.H.V. Leopoldina Innsbruck im Österreichischen Cartellverband.
Am 23. Dezember 2015 nahm Papst Franziskus seinen altersbedingten Rücktritt an. Danach koordinierte er (unter anderem) als Vizepräsident des panamazonischen Diözesennetzwerkes REPAM die Vorbereitungen auf die Bischofssynode zu Amazonien im Oktober 2019, schrieb Bücher und hielt Vorträge.
Er befürwortet die Priester- und Diakonenweihe von Frauen.

## Wirken

### Politische Verfolgung
Im Jahre 1983 wurde Kräutler wegen Teilnahme an einer Solidaritätsaktion mit Zuckerrohrpflanzern von der Militärpolizei festgenommen und verprügelt. Am 16. Oktober 1987 überlebte Kräutler einen Mordanschlag schwer verletzt, als ein Kleinlastwagen bei einem inszenierten Autounfall frontal in seinen PKW fuhr. Sein Mitfahrer wurde getötet. Die Täter und der Auftraggeber des Mordanschlages wurden verurteilt, der Auftraggeber jedoch nach einem zweiten Verfahren freigelassen.
1995 wurde Kräutlers Ordensbruder und Mitarbeiter Hubert Mattle am Bischofssitz Altamira ermordet.
Nach der Ermordung der Umweltaktivistin und Ordensschwester Dorothy Stang im Jahr 2005 wurde Erwin Kräutler wiederholt mit dem Tod bedroht, da er auch Hintermänner vor Gericht bringen wollte. Weitere Gründe für Morddrohungen sind sein Widerstand gegen das Staudammprojekt Belo Monte und seine Anzeigen gegen einflussreiche Personen in Altamira wegen sexuellen Missbrauchs von Kindern und Kinderprostitution. Er wurde wiederholt mit Morddrohungen wegen seines Kampfes für den Umweltschutz konfrontiert. Kräutler befürwortet die Viri-probati-Weihe sowie eine damit verbundene Zulassung verheirateter Priester in der katholischen Kirche.
Erwin Kräutler steht seit Jahren unter Polizeischutz.

### Bestrebungen für die Armen und die Kirche
Kräutler gehört seit langem zu jenen Bischöfen Südamerikas, die die „Option für die Armen“ vertreten. Seine Überzeugung, dass eine Seelsorge unter den Indigenen, die der sozialen Unterschicht angehören, mit einer Bekämpfung der Armut einhergehen müsse, ist durch sein Wirken und das vieler anderer Priester seit einigen Jahrzehnten in der Bevölkerung Lateinamerikas und zunehmend auch für konservative Bischöfe unbestritten. Er schuf Geburtshäuser für indigene Mütter, denn die Krankenversorgung für diese ist in Brasilien oft unzulänglich. In seiner Diözese leben in circa zwanzig Indianerdörfern die Urbevölkerung am Rio Xingu: Kayapo, Asurini, Araweté, Parakanã, Xikrin und Arara.
In einem Interview des österreichischen Radios Ö1 berichtete Kräutler, die Indianer am Amazonas würden in ihren Lebensräumen immer mehr zurückgedrängt, oftmals mit brutaler Gewalt. Als Hirte von Xingú sei er beauftragt, nach Wegen zu suchen, aus diesem Leiden und aus der Armut herauszukommen. „Wenn ich mich auf die Seite der indigenen Völker stelle, der Schwarzen, der ausgebeuteten Frauen, dann bin ich immer gegen die Interessen von anderen, die diese Leute ausbeuten wollen.“ Er unterstrich, die Befreiungstheologie werde so lang existieren, solange es Arme unter uns gebe. „Arme gibt es bis zum jüngsten Tag. Was heißt Befreiungstheologie im Grunde genommen? Gott ist ein befreiender Gott. Der Name Jesu sagt schon: «Gott befreit». Gott heilt, Gott ist nicht ein Gott in weiter Ferne, er ist gleichzeitig Gott mit uns, ein Gott, der herabsteigt, der den Schrei seines Volkes hört und der es befreit aus der Sklaverei. Das ist die Grundbotschaft der Befreiungstheologie. Und da glaube ich, da kann sich nicht viel ändern. Wir können ja die Bibel nicht zuschlagen.“ Es seien die indigenen Völker, Millionen von Armen, die halbtot am Wegesrand lägen. Nicht nur Erste Hilfe und Abtransport in ein Krankenhaus sei erforderlich, sondern das System, das ausgrenze, das den Kuchen so ungerecht verteile, müsse hinterfragt werden.
Vom 16. November bis 12. Dezember 1997 nahm Kräutler als einer der 15 von der Bischofskonferenz gewählten und vom Papst bestätigten Delegierten des brasilianischen Episkopats im Vatikan an der Synode für Amerika teil und erhob seine Stimme im Namen der Völker Nordbrasiliens für deren Rechte und gegen die skrupellose Plünderung und Ausbeutung Amazoniens. Er erreichte – im Namen der Bischofskonferenz –, dass die Rechte der indigenen Völker Brasiliens nun gesetzlich geschützt sind.

### Interview nach Verleihung des Right Livelihood Awards

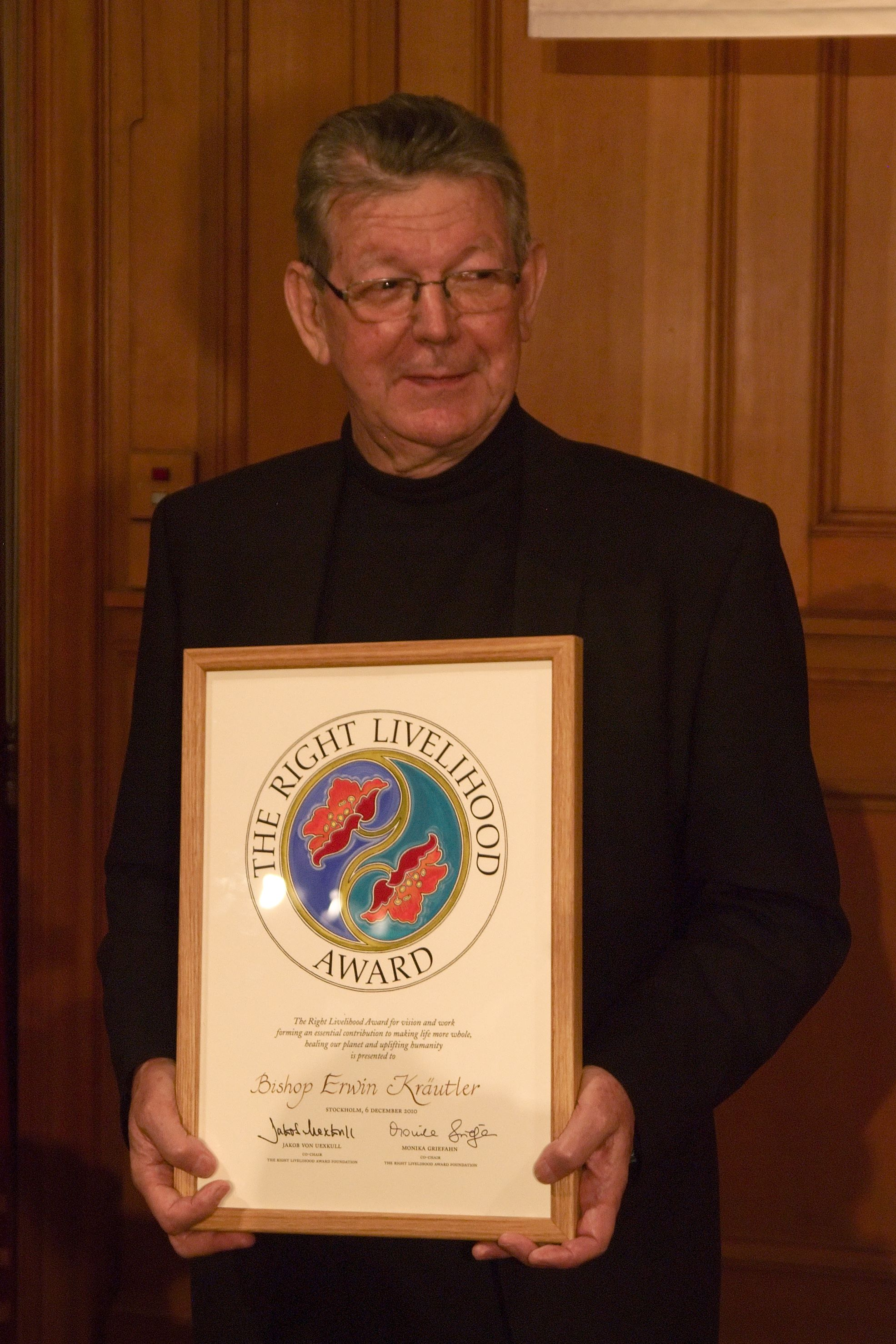
Kräutler mit dem Right Livelihood Award

Anfang Oktober 2010 gab Bischof Kräutler den Salzburger Nachrichten ein langes Interview zur politisch-sozialen Situation in Amazonien und zu seinen weiteren Plänen. Kräutler sieht durch den Preis seine Arbeit mit den Indianern bestätigt. Auch ihr Kampf gegen das Megakraftwerk am Xingu erhalte dadurch Rückenwind, und die katholische Kirche werde mit ihnen gemeinsam den Rechtsweg beschreiten. Brasilien werde sich auch unter der neuen Regierung hüten, international als rechtsbrüchig dazustehen.
Im Folgenden einige Zitate aus dem Interview:
- Zum Staudammprojekt Belo Monte: Es laufen 15 Prozesse gegen das Projekt, die noch nicht entschieden sind ... das Umweltministerium darf unter keinen Umständen die Erlaubnis zum Baubeginn geben ... es wäre verfassungswidrig.
- Zum Staatspräsidenten: ... er kann nicht sagen, er stehe über der Verfassung. Wenn es Verfassungsbrüche gibt, ist Brasilien international kein Rechtsstaat mehr, sondern eine Diktatur. Das wird man sich genau überlegen... Wir sind überall vorstellig geworden. Es laufen [auch] mehrere internationale Beschwerden ...
- Mögliche Bestechung der Indigenen: Die Energiewirtschaft tut alles, um die Indios gefügig zu machen. Man kauft Lebensmittelpakete, man bezahlt ihnen den Treibstoff ... Im Bildungs- und Gesundheitswesen, in der Verwaltung waren sie immer ausgegrenzt. Und jetzt gibt ihnen plötzlich jemand Beachtung ... Selbstverständlich nehmen sie da auch vieles an.
- Zum Kraftwerk selbst: [Die Indios] können gar nicht absehen, was auf sie zukommt. Da wird eine riesige Mauer gebaut, sodass die Indios total von der Stadt abgeschlossen sind. Man schneidet sie auch vom Wasser ab – Menschen, die seit langem vom Fischfang leben.
- Wir werden das Geld [des Alternativen Nobelpreises] für die Menschen in Amazonien einsetzen, für alles, was mit ihrem Lebensrecht und Lebensraum zu tun hat ... Der Preis ist eine ganz große Hilfe.
- Zum Preis als innerkirchliche Bestätigung: Die Befreiungstheologie ist biblisch, davon bin ich immer ausgegangen ... Zuspruch von Erzbischof Robert Zollitsch, dem Vorsitzenden der deutschen Bischofskonferenz. Auch in Brasilien ... gibt es eine große Solidarität.

## Auszeichnungen
Die Arbeit des Bischofs wurde mit folgenden Preisen und Ehrungen ausgezeichnet:
- Gemeinderat der brasilianischen Gemeinde Altamira[18]
- Erzbischof-Oscar-Romero-Preis (1988) der Katholischen Männerbewegung
- Großer Binding-Preis für Natur- und Umweltschutz (1989) der Binding Stiftung, Schaan (Fürstentum Liechtenstein)
- Bruno Kreisky Preis für Verdienste um die Menschenrechte der Bruno Kreisky Stiftung (1991)
- Ehrendoktorwürde der Sozial- und Wirtschaftswissenschaftlichen Fakultät (1992) – Leopold-Franzens-Universität Innsbruck
- Ehrendoktorwürde der Theologie (1992) – Theologische Fakultät Luzern (Schweiz)
- Toni-Russ-Preis (1992) – Herausgeber und Redaktion der Tageszeitung „Vorarlberger Nachrichten“
- Ehrenbürger von Altamira (1992)
- Karl-Renner-Preis (1992) der Dr.-Karl-Renner-Stiftung der Stadt Wien „Informationsstelle gegen Gewalt“
- Ehrendoktorwürde (1993) der Otto-Friedrich-Universität Bamberg, Fakultät Katholische Theologie, Verleihung am 25. Februar 1993 im Rahmen eines Festaktes
- Ehrenring der Gemeinde Koblach (2001) – Bürgermeister und Gemeindevertretung seiner Heimatgemeinde Koblach
- Konrad-Lorenz-Preis (2002) für den Einsatz für das Unwiederbringliche in der Natur und in der Umwelt
- Den für herausragende Leistungen im Sinne der Leitsätze der GLOBArt-Academy vergebenen GLOBArt-Award erhielt Bischof Erwin Kräutler am 29. August 2004 für seinen Einsatz für die Menschen seiner Diözese in Xingu, Brasilien.[19]
- Ehrenpreis des Viktor-Frankl-Fonds der Stadt Wien (2004)[20]
- Goldenes Ehrenzeichen des Landes Vorarlberg (2006)
- José Carlos Castro-Preis (2006) für die Verteidigung der Menschenrechte und das Leben in Amazonien der Brasilianischen Rechtsanwaltskammer – Sektion Pará (Brasilien)
- Chico Mendes Medaille (2007) Organisation „Nie wieder Folter“
- Grüner Preis (2008) der Amerikas Greenmeeting
- Großes Goldenes Ehrenzeichen mit dem Stern für Verdienste um die Republik Österreich (2009)[21][22]
- Ehrendoktorwürde der Theologischen Fakultät der Paris-Lodron-Universität Salzburg (2009)
- Österreichischer Staatspreis für Umweltschutz durch Bundesminister für Land- u. Forstwirtschaft Umwelt und Wasserwirtschaft Wilhelm Molterer
- Right Livelihood Award (2010) für seinen Einsatz für die indianischen Ureinwohner[23]
- Ehrenbürger von Koblach (2010)[24]
- My-way-Preis für „beispiellosen Einsatz für indigene Völker“ (2012)[25]
- Großer Leopold-Kunschak-Preis für „seinen Einsatz für die indigene Bevölkerung sowie die rechtlosen Landarbeiter und Kleinbauern in Brasilien“ (2012)[26]
- Ehrenpreis des österreichischen Buchhandels für Toleranz in Denken und Handeln (2014),[27] überreicht am 7. Mai 2015[28]
- Ehrenzeichen des Landes Salzburg (2015)[29]
- Der Memminger Freiheitspreis 1525 wurde ihm am 25. September 2016 verliehen.[30]
- Bayerischer Naturschutzpreis des Bund Naturschutz in Bayern für sein Engagement für die Schöpfung und den Regenwald (2016)[31]

## Schriften
- 500 Jahre Lateinamerika. Kein Grund zum Feiern (Vortrag im Wiener Rathaus am 7. April 1992). In: Wiener Vorlesungen im Rathaus. Band 15. Picus, Wien 1992, ISBN 3-85452-314-9.
- Kirche mit indianischem Antlitz – eine Utopie? [Vortrag im Wiener Rathaus am 16. März 1993. Mit einem Vorwort von Hubert Christian Ehalt]. In: Wiener Vorlesungen im Rathaus, Band 21. Picus, Wien 1993, ISBN 3-85452-320-3.
- Die Nacht ist noch nicht vorüber. Der Bischof vom Amazonas als Anwalt der Menschen. Herderbücherei 1781, Freiburg im Breisgau / Basel / Wien 1994, ISBN 3-451-08781-2.
- Mein Leben ist wie der Amazonas. Aus dem Tagebuch eines Bischofs. Autobiografie 1981–1992, Herderbücherei 8815, Freiburg im Breisgau / Basel / Wien 1994, ISBN 3-451-08815-0 (Auch in Blindenschrift erschienen).
- Vorwort für Franz Weber: Gewagte Inkulturation. Basisgemeinden in Brasilien: eine pastoralgeschichtliche Zwischenbilanz. Grünewald, Mainz 1996, ISBN 3-7867-1960-8 (Zugleich Habilitations-Schrift an der Universität Mainz, 1995).
- mit Felix Mitterer, Herbert Meusburger (Illustrator), Gustav Schörghofer (Texte), Manfred Horvath (Fotos): Kreuzweg Hochberg [Bildband]. Folio, Wien / Bozen 2004, ISBN 978-3-85256-256-8.
- Lebenswelten und Problemfelder in Amazonien heute [Vortrag im Wiener Rathaus am 21. Juni 2005 anlässlich der Überreichung des Ehrenpreises des Viktor-Frankl-Fonds der Stadt Wien zur Förderung einer sinnorientierten humanistischen Psychotherapie für das Jahr 2004]. In: Wiener Vorlesungen im Rathaus. Band 124. Picus, Wien 2006, ISBN 3-85452-524-9.
- Rot wie Blut die Blumen. Ein Bischof zwischen Tod und Leben. [Autobiografie 1965–2009], Müller, Salzburg / Wien 2009, ISBN 978-3-7013-1163-7.
- Kämpfen, glauben, hoffen: Mein Leben als Bischof am Amazonas. Vier Türme 2011, ISBN 978-3-89680-534-8.
- Mein Leben für Amazonien. An der Seite der unterdrückten Völker; In Zusammenarbeit mit Josef Bruckmoser. Tyrolia, Innsbruck 2014, ISBN 978-3-7022-3387-7.
- Habt Mut! Jetzt die Welt und die Kirche verändern. Tyrolia, Innsbruck 2016, ISBN 978-3-7022-3508-6.
- Gerechtigkeit für Brasiliens indigene Völker. Picus, Wien 2016, ISBN 978-3-7117-3000-8.
- Als Gott einer von uns wurde. Tyrolia, Innsbruck 2017, ISBN 978-3-7022-3630-4
- Erneuerung jetzt. Tyrolia, Innsbruck-Wien 2019, ISBN 978-3-7022-3786-8

## Erwin-Kräutler-Preis
Das Zentrum Theologie Interkulturell und Studium der Religionen der Universität Salzburg vergibt seit 2011 alle zwei Jahre einen nach Kräutler benannten Preis „für kontextuelle Theologie, interreligiösen Dialog und befreiungstheologische Forschung“. Der mit 3000 Euro dotierte Preis honoriert wissenschaftliche Arbeiten in den Themenbereichen, die mit dem Engagement von Bischof Kräutler verbunden sind. Preisträger sind:
- 2011: Birgit Weiler MMS
- 2013: Barbara Lukoschek
- 2015: Eneida Jacobsen
- 2017: Sebastian Pittl und Stefan Silber
- 2019: Gideon Pwakim
- 2021: Stefano Raschietti
- 2023: Ivoneide Viana de Queiroz